# Homido
Homido est un casque de réalité virtuelle fonctionnant à l'aide d'un smartphone compatible. La startup a été cofondée entre la France et la Chine par: Mathieu Parmantier, Raphael Seghier et Scarlett Chen. La marque HOMIDO appartient à la société HMD TECH depuis 2018, Pierre-Olivier DESCHAMPS est aujourd'hui le CEO.
L'aventure Homido a commencé sur la plateforme de financement participatif Ulule. Financé le 10 octobre 2014, le casque Homido se retrouvait dans les boites aux lettres des contributeurs dès le mois de novembre et s'ouvrait à la vente pour tous.
L'appareil, semblable au Google Cardboard se présente sous la forme d'un masque recouvrant les yeux à l'intérieur duquel un téléphone intelligent fait office d'écran. Il dispose d'une sangle permettant de maintenir le masque sur le visage de l'utilisateur.
Le casque Homido est un concurrent direct du casque de réalité virtuelle Samsung Gear VR. Ce dernier n'est cependant compatible qu'avec les téléphones intelligents (smartphones) de la même marque, le Homido vient donc combler l'absence de casque pour les utilisateurs de téléphone sur IOS.
Aujourd'hui la marque HOMIDO est spécialisée dans la distribution de casque de réalité virtuelle mobile, elle est présente dans l'éducation, dans la santé et le marketing, grâce à la personnalisation des produits pour accompagner les entreprises dans leurs stratégies.

## Composition
Le casque Homido se compose des éléments suivants :
- un masque en plastique ;
- un sac de transport ;
- 3 paires de porte-lentilles ;
- une paire de lentilles ;
- un strap.

## Compatibilité
Le casque Homido est compatible avec bon nombre de smartphone sous Android, iOS ou Windows. Les téléphones ayant un écran compris entre 4" et 5.7" et un écran HD sont conseillés. Une liste de compatibilité existe sur le site officiel.

## Applications
De nombreuses applications compatibles avec le Google Cardboard le sont également avec Homido. Il existe néanmoins une application officielle "Homido Center" qui recense les jeux et expériences qui fonctionnent.